# Città dell'Argentina
Il titolo di città, nel sistema istituzionale argentino, è conferito ai comuni (municipios) con popolazione pari ad almeno 5 000 persone.
Vi sono poi comuni che hanno facoltà di redigere un proprio statuto (Carta Orgánica), al ricorrere di requisiti demografici diversificati a seconda della provincia.
La città autonoma di Buenos Aires si suddivide ulteriormente in 15 municipi (comuna), ciascuno dei quali comprende, a sua volta, uno o più quartieri (barrios), per un totale di 48 quartieri.
Le principali città sono le seguenti.

## Lista

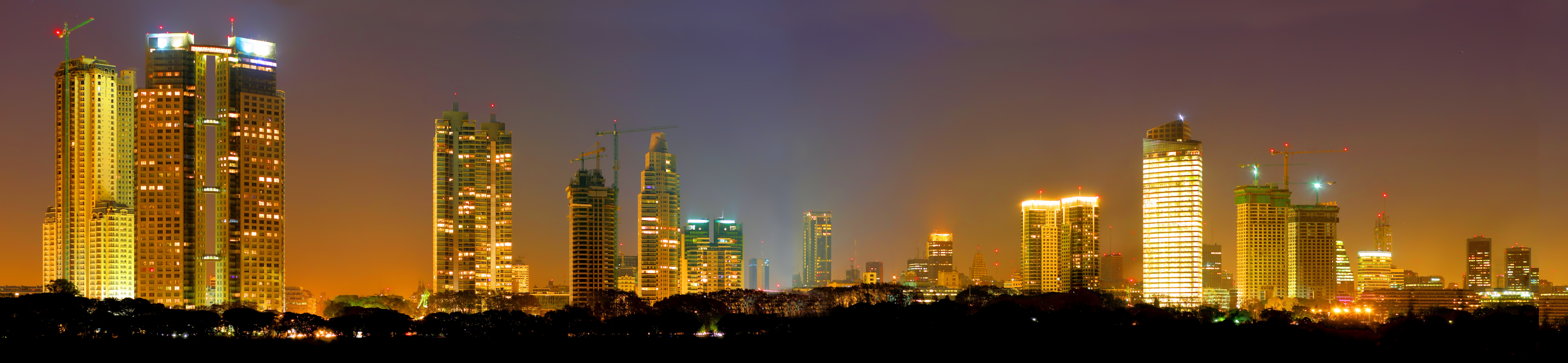
Buenos Aires

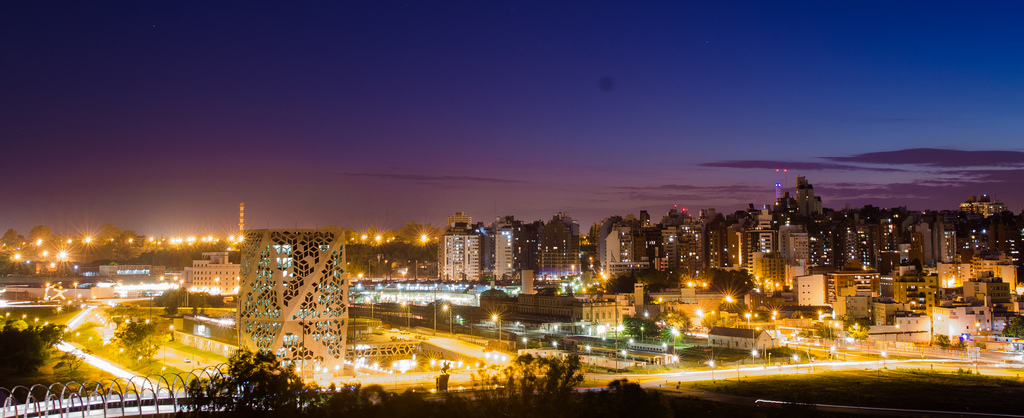
Ciudad de Córdoba

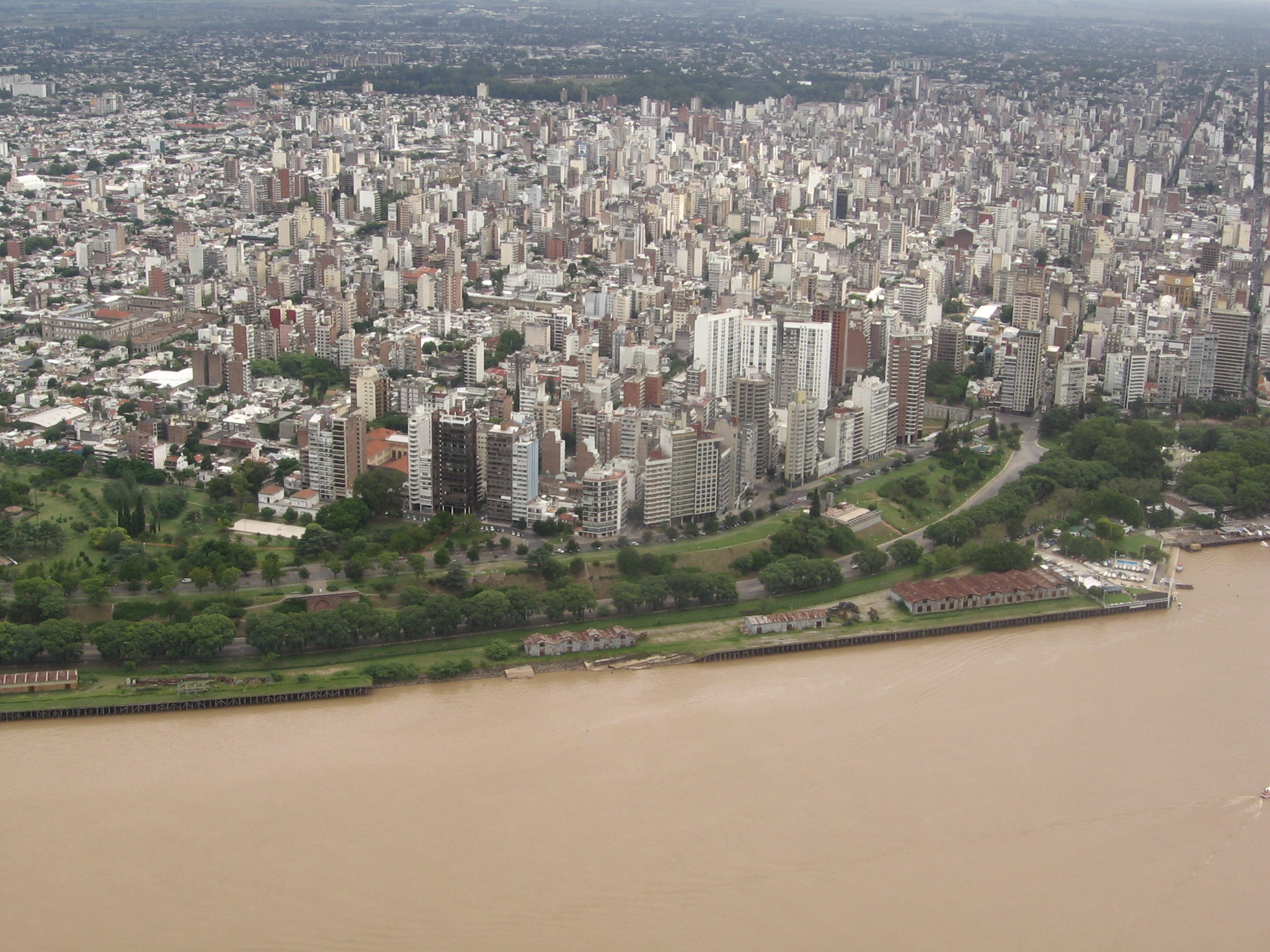
Rosario

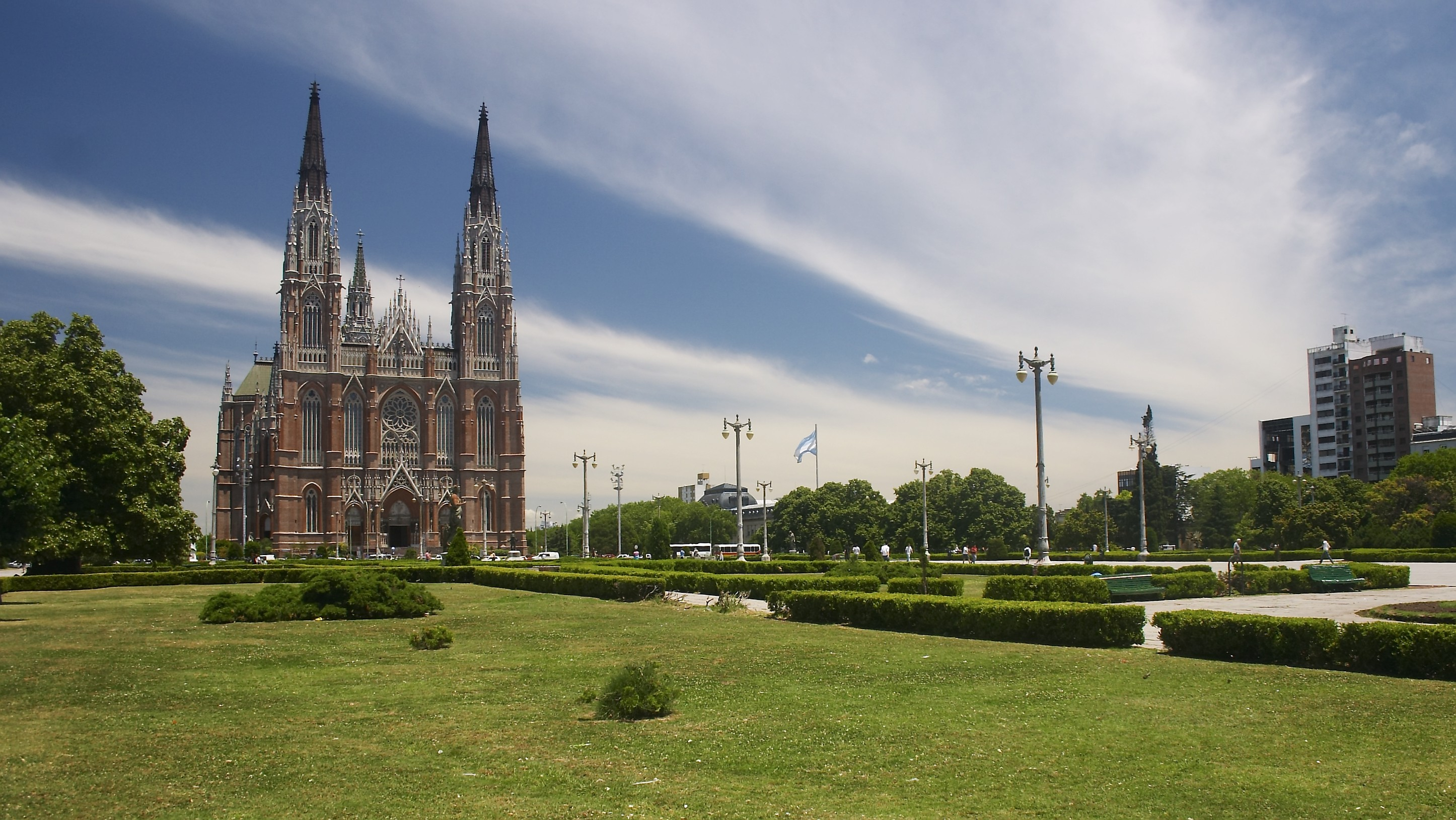
La Plata

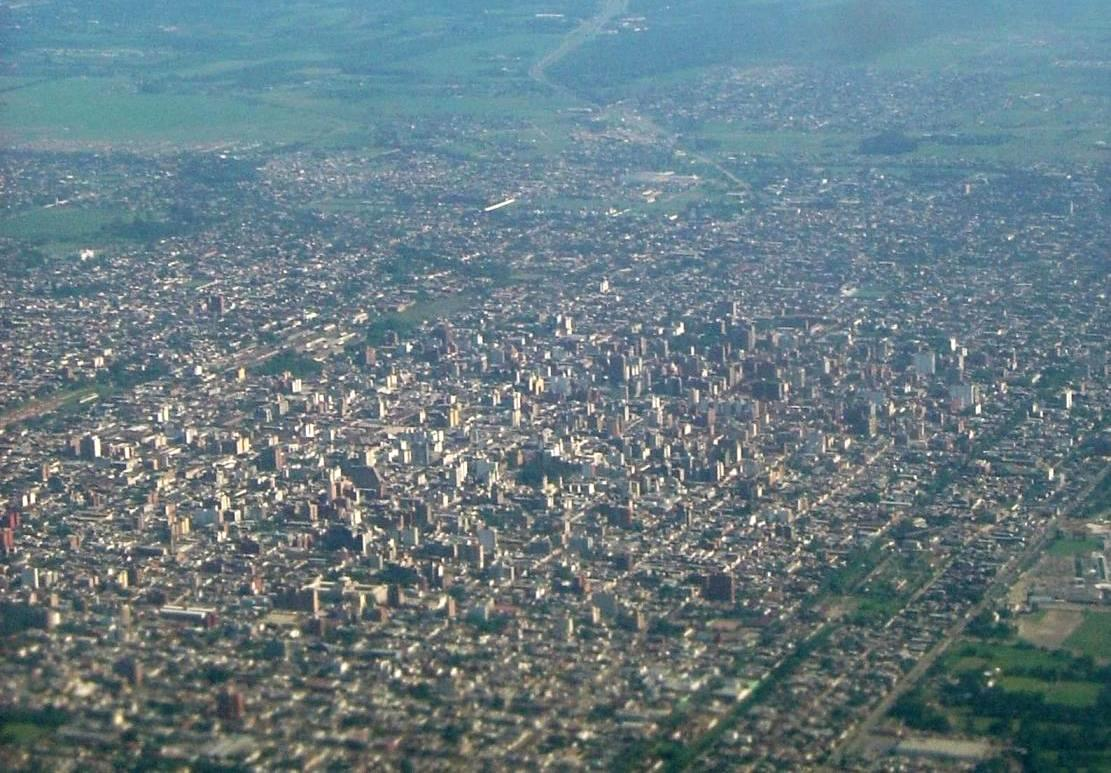
San Miguel de Tucumán

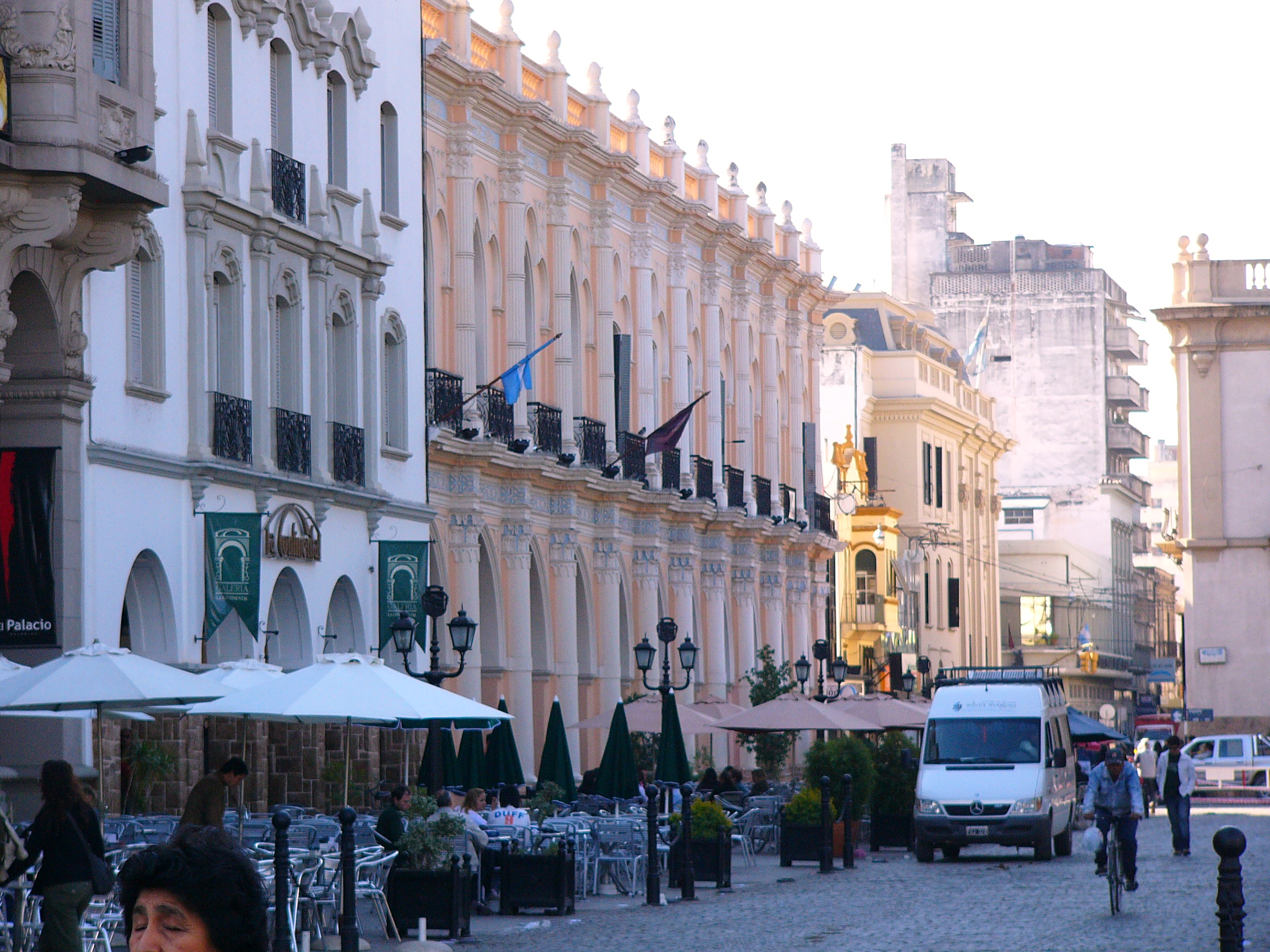
Salta

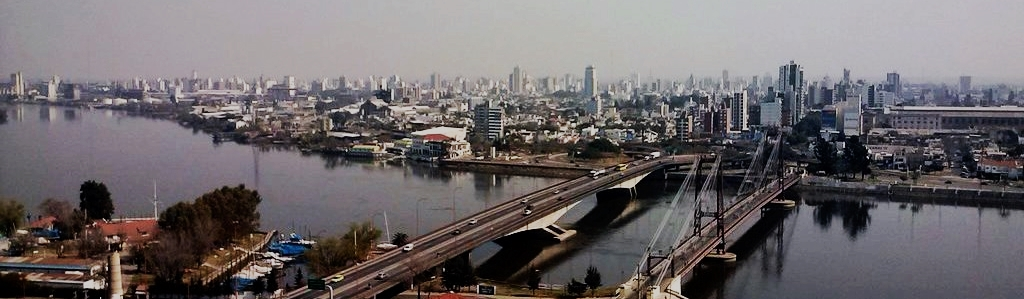
Santa Fe

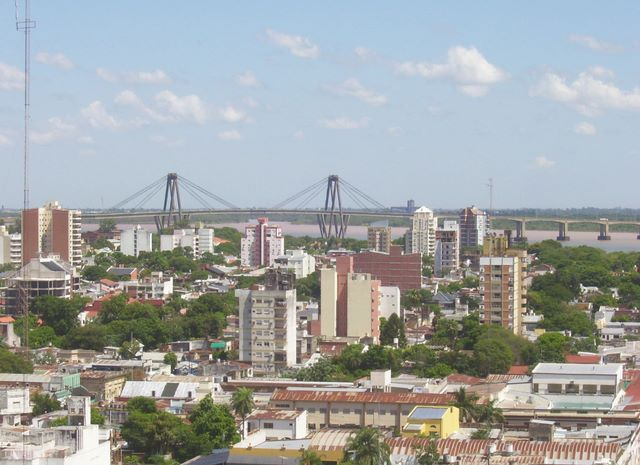
Corrientes

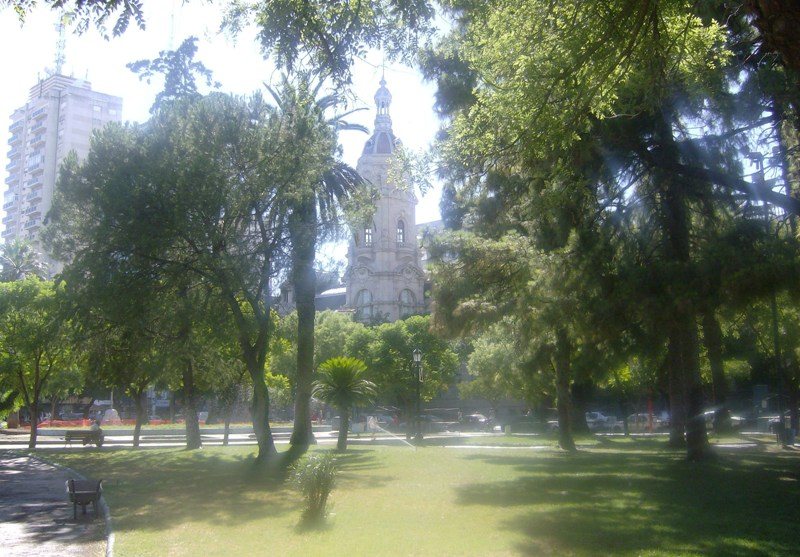
Bahía Blanca

| Città                               | Provincia           | Popolazione (2010) |
| ----------------------------------- | ------------------- | ------------------ |
| Buenos Aires                        | Città autonoma      | 2 890 151          |
| Córdoba                             | Córdoba             | 1 329 604          |
| Rosario                             | Santa Fe            | 948 312            |
| La Plata                            | Buenos Aires        | 740 369            |
| Mar del Plata                       | Buenos Aires        | 618 989            |
| San Miguel de Tucumán               | Tucumán             | 548 866            |
| Salta                               | Salta               | 535 303            |
| Lanús                               | Buenos Aires        | 459 263            |
| Santa Fe                            | Santa Fe            | 391 231            |
| Corrientes                          | Corrientes          | 314 546            |
| Bahía Blanca                        | Buenos Aires        | 299 101            |
| San Isidro                          | Buenos Aires        | 292 878            |
| Resistencia                         | Chaco               | 290 723            |
| Ciudad de Vicente López             | Buenos Aires        | 274 082            |
| Posadas                             | Misiones            | 252 981            |
| Merlo                               | Buenos Aires        | 244 168            |
| Paraná                              | Entre Ríos          | 247 863            |
| San Salvador de Jujuy               | Jujuy               | 231 229            |
| Quilmes                             | Buenos Aires        | 230 810            |
| Santiago del Estero                 | Santiago del Estero | 230 614            |
| Pilar                               | Buenos Aires        | 226 517            |
| Banfield                            | Buenos Aires        | 223 898            |
| Guaymallén                          | Mendoza             | 223 365            |
| Formosa                             | Formosa             | 222 226            |
| José C. Paz                         | Buenos Aires        | 216 637            |
| Neuquén                             | Neuquén             | 201 868            |
| Godoy Cruz                          | Mendoza             | 182 563            |
| Las Heras                           | Mendoza             | 182 563            |
| Gregorio de Laferrere               | Buenos Aires        | 175 670            |
| Berazategui                         | Buenos Aires        | 167 555            |
| González Catán                      | Buenos Aires        | 165 206            |
| San Miguel                          | Buenos Aires        | 157 532            |
| Río Cuarto                          | Córdoba             | 157 010            |
| San Luis                            | San Luis            | 169 947            |
| Moreno                              | Buenos Aires        | 149 317            |
| Concordia                           | Entre Ríos          | 147 046            |
| La Rioja                            | La Rioja            | 178 872            |
| San Fernando del Valle de Catamarca | Catamarca           | 159 139            |
| Comodoro Rivadavia                  | Chubut              | 177 038            |
| Isidro Casanova                     | Buenos Aires        | 136 091            |
| Ituzaingó                           | Buenos Aires        | 126 631            |
| San Nicolás de los Arroyos          | Buenos Aires        | 125 408            |
| Florencio Varela                    | Buenos Aires        | 120 678            |
| San Rafael                          | Mendoza             | 118 009            |
| San Carlos de Bariloche             | Río Negro           | 113 299            |
| San Juan                            | San Juan            | 112 778            |
| Lomas de Zamora                     | Buenos Aires        | 111 897            |
| Temperley                           | Buenos Aires        | 111 660            |
| Mendoza                             | Mendoza             | 110 993            |
| Monte Grande                        | Buenos Aires        | 110 241            |
| Bernal                              | Buenos Aires        | 109 914            |
| San Justo                           | Buenos Aires        | 105 274            |
| Pergamino                           | Buenos Aires        | 104 985            |
| Castelar                            | Buenos Aires        | 104 019            |
| Rafael Castillo                     | Buenos Aires        | 103 992            |
| Trelew                              | Chubut              | 103 656            |
| Santa Rosa                          | La Pampa            | 101 987            |
| Tandil                              | Buenos Aires        | 101 010            |
| Libertad                            | Buenos Aires        | 100 476            |
| Ramos Mejía                         | Buenos Aires        | 98 547             |
| Zárate                              | Buenos Aires        | 98 522             |
| Villa Mercedes                      | San Luis            | 97 000             |
| Río Gallegos                        | Santa Cruz          | 95 796             |
| Caseros                             | Buenos Aires        | 95 785             |
| La Banda                            | Santiago del Estero | 95 142             |
| Trujui                              | Buenos Aires        | 94 608             |
| Campana                             | Buenos Aires        | 94 461             |
| Puerto Madryn                       | Chubut              | 93 995             |
| Ezeiza                              | Buenos Aires        | 93 247             |
| Morón                               | Buenos Aires        | 92 725             |
| Virrey del Pino                     | Buenos Aires        | 90 383             |
| Maipú                               | Mendoza             | 89 433             |
| Chivilcoy                           | Buenos Aires        | 87 510             |
| Junín                               | Buenos Aires        | 87 509             |
| Burzaco                             | Buenos Aires        | 86 113             |
| Grand Bourg                         | Buenos Aires        | 85 159             |
| Monte Chingolo                      | Buenos Aires        | 85 060             |
| Olavarría                           | Buenos Aires        | 83 738             |
| Rawson                              | Chubut              | 83 605             |
| Rafaela                             | San Luis            | 82 530             |
| Remedios de Escalada                | Buenos Aires        | 81 465             |
| La Tablada                          | Buenos Aires        | 80 389             |
| Presidencia Roque Sáenz Peña        | Chaco               | 76 377             |
| Rivadavia                           | San Juan            | 75 950             |
| Florida                             | Buenos Aires        | 75 891             |
| Villa Madero                        | Buenos Aires        | 75 582             |
| Olivos                              | Buenos Aires        | 75 527             |
| Gualeguaychú                        | Entre Ríos          | 74 681             |
| Villa Gobernador Gálvez             | San Luis            | 74 658             |
| Villa Luzuriaga                     | Buenos Aires        | 73 952             |
| Boulogne Sur Mer                    | Buenos Aires        | 73 496             |
| Chimbas                             | San Juan            | 73 210             |
| Ciudadela                           | Buenos Aires        | 73 155             |
| Luján de Cuyo                       | Mendoza             | 73 058             |
| Ezpeleta                            | Buenos Aires        | 72 557             |
| Villa María                         | Córdoba             | 72 162             |
| General Roca                        | Río Negro           | 69 602             |
| San Fernando                        | Buenos Aires        | 69 110             |
| Ciudad Evita                        | Buenos Aires        | 68 650             |
| Venado Tuerto                       | San Luis            | 68 508             |
| Bella Vista                         | Buenos Aires        | 67 936             |
| Luján                               | Buenos Aires        | 67 266             |
| San Ramón de la Nueva Orán          | Salta               | 66 579             |
| Cipolletti                          | Río Negro           | 66 472             |
| Goya                                | Corrientes          | 66 462             |
| Reconquista                         | San Luis            | 66 187             |
| Wilde                               | Buenos Aires        | 65 881             |
| Martínez                            | Buenos Aires        | 65 859             |
| Necochea                            | Buenos Aires        | 65 459             |
| Don Torcuato                        | Buenos Aires        | 64 867             |
| Banda del Río Salí                  | Tucumán             | 64 591             |
| Concepción del Uruguay              | Entre Ríos          | 64 538             |
| General Rodríguez                   | Buenos Aires        | 63 317             |
| Villa Tesei                         | Buenos Aires        | 63 164             |
| Ciudad Jardín El Libertador         | Buenos Aires        | 61 780             |
| Villa Carlos Paz                    | Córdoba             | 60 900             |
| Sarandí                             | Buenos Aires        | 60 725             |
| Villa Domínico                      | Buenos Aires        | 58 824             |
| Béccar                              | Buenos Aires        | 58 811             |
| San Francisco                       | Córdoba             | 58 588             |
| Glew                                | Buenos Aires        | 57 878             |
| Punta Alta                          | Buenos Aires        | 57 296             |
| El Palomar                          | Buenos Aires        | 57 146             |
| Rafael Calzada                      | Buenos Aires        | 56 419             |
| Ushuaia                             | Tierra del Fuego    | 56 825             |
| Tartagal                            | Salta               | 55 508             |
| San Pedro de Jujuy                  | Jujuy               | 55 084             |
| Belén de Escobar                    | Buenos Aires        | 55 054             |
| Berisso                             | Buenos Aires        | 54 406             |
| Mariano Acosta                      | Buenos Aires        | 54 081             |
| San Francisco Solano                | Buenos Aires        | 53 363             |
| Los Polvorines                      | Buenos Aires        | 53 354             |
| Azul                                | Buenos Aires        | 53 054             |
| Lomas del Mirador                   | Buenos Aires        | 52 971             |
| Río Grande                          | Tierra del Fuego    | 52 786             |
| Ciudad de Presidente Perón          | Buenos Aires        | 52 529             |
| General Pico                        | La Pampa            | 52 414             |
| Mercedes                            | Buenos Aires        | 51 967             |
| Bosques                             | Buenos Aires        | 51 663             |
| Oberá                               | Misiones            | 51 681             |
| Barranqueras                        | Chaco               | 50 738             |
| Yerba Buena/Marcos Paz              | Tucumán             | 50 057             |
| Villa Centenario                    | Buenos Aires        | 49 737             |
| San Martín                          | Mendoza             | 49 491             |
| Gobernador Julio A Costa            | Buenos Aires        | 49 291             |
| William Morris                      | Buenos Aires        | 48 916             |
| El Jagüel                           | Buenos Aires        | 48 781             |
| Villa Mariano Moreno-El Colmenar    | Tucumán             | 48 655             |
| Eldorado                            | Misiones            | 47 794             |
| Longchamps                          | Buenos Aires        | 47 622             |
| Clorinda                            | Formosa             | 46 884             |
| Viedma                              | Río Negro           | 46 767             |
| Concepción                          | Tucumán             | 46 194             |
| Tres Arroyos                        | Buenos Aires        | 45 986             |
| Palpalá                             | Jujuy               | 45 077             |
| Villa Dolores                       | Córdoba             | 43 625             |